# Anatoli Leontjewitsch Tscherepowitsch

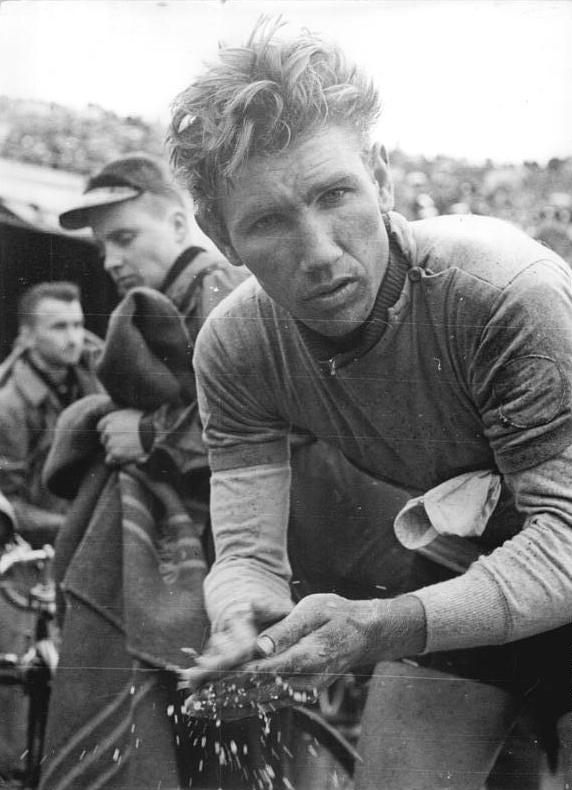
Tscherepowitsch 1961

Anatoli Leontjewitsch Tscherepowitsch, russisch Анатолий Леонтьевич Черепович, engl. Transkription: Anatoly Cherepovich, (* 30. Juli 1936 in Simferopol, Russische SFSR, Sowjetunion; † 2. August 1970 in Losowe bei einem Autounfall) war ein sowjetischer Radrennfahrer und nationaler Meister im Radsport.

## Sportliche Laufbahn
Tscherepowitsch war während seiner sportlichen Laufbahn Militärangehöriger und somit Staatsamateur des sowjetischen Radsportverbandes. Er errang seine Erfolge bei Straßenradrennen und war schon 1955 als 19-Jähriger UdSSR-Meister im Einzelstraßenfahren. Er wurde daraufhin für die Olympischen Spiele 1956 in Melbourne nominiert, wo er im olympischen Straßenrennen als bester UdSSR-Fahrer den 15. Platz belegte. 1957 fuhr er zum ersten Mal beim Drei-Länder-Etappenrennen Internationale Friedensfahrt mit. Er gewann eine Etappe und wurde in der Gesamt-Einzelwertung 13. Tscherepowitsch startete sechsmal bei der Friedensfahrt und erreichte 1961 mit dem 4. Platz sein bestes Ergebnis. Insgesamt wurde er fünfmal Etappensieger. In der Saison 1958 gewann er die nationale Meisterschaft im Mannschaftszeitfahren.
1963 nahm er an der Tour de l’Avenir teil und erreichte mit dem 3. Platz auf der 1. Etappe sein bestes Ergebnis. In der Endklassifizierung kam er nicht unter die ersten Zwanzig. 1964 nahm er ein letztes Mal bei der Friedensfahrt teil, wurde Etappenzweiter und Dritter und schied auf der letzten Etappe nach einem Sturz aus dem Rennen aus. Danach beendete er seine aktive Zeit als Radsportler.

## Berufliches
1969 wurde er neben Wiktor Kapitonow Nationaltrainer der sowjetischen Straßenfahrer mit dem Schwerpunkt Etappenrennen.